# Caldes d'Estrac
|  | Per a altres significats, vegeu «Caldes». |

Caldes d'Estrac, popularment coneguda amb el diminutiu Caldetes, és una vila i municipi de la comarca del Maresme.
El topònim deriva del llatí caldarios, "banys calents", i del nom de persona Astaracum "procedent d'Aquitània" que també va donar nom al territori gascó d'Astarac.

## Geografia
- Llista de topònims de Caldes d'Estrac (orografia: muntanyes, serres, collades, indrets…; hidrografia: rius, fonts...; edificis: cases, masies, esglésies, etc.).

Està situat entre Sant Vicenç de Montalt i Arenys de Mar. La riera de Caldetes rega les terres del municipi, també conegut amb el nom de Caldetes.
|                        |  | Arenys de Mar   |
| Sant Vicenç de Montalt |  |                 |
|                        |  | Mar Mediterrani |

## Economia
L'economia municipal depèn totalment del turisme d'estiu. La major part de les construccions són segones residències.
Els divendres té lloc el mercat setmanal.

## Comunicacions
La carretera N-II comunica el terme amb la resta de municipis de la costa, i una carretera local el relaciona amb Sant Vicenç de Montalt. Té una estació de Rodalies de Renfe Operadora R1 i RG1.

## Història
El 1713 l'Expedició del Braç Militar del diputat militar Antoni de Berenguer i de Novell i Rafael de Nebot i Font s'endinsà cap a l'interior del país amb uns quatre-cents cavalls i dos o tres-cents miquelets, amb la intenció de desviar l'atenció del Setge de Barcelona i coordinar els esforços amb Manuel Desvalls i de Vergós, el governador del Castell de Cardona., derrotant els francesos l'11 d'agost a la batalla de Caldes, i el 20 d'agost a Vilassar i Teià i posteriorment, amb la immediatesa de la presa de Vic per part de Bracamonte, que Berenguer hagué d'abandonar, Manresa.

## Llocs d'interès
- Vila Vella, a la part alta del poble.[6]
- Dues torres de defensa del segle xvi.
- El Passeig de Mar i el Passeig dels Anglesos, amb edificis noucentistes i modernistes.
- La Fundació Palau[7]
- El casal juvenil on hi ha un camp de futbol, ordinadors, jocs de taula, etc.
- Els banys termals han estat al llarg de la història el principal atractiu del municipi. Des dels temps de romans -que anomenaven al lloc Aquae Calidae- i, posteriorment, dels àrabs, gent de totes les èpoques i cultures ha gaudit de les aigües de Caldes per les seves característiques, especialment indicades per a la salut.
  - Situats al bell mig de la població, al costat de la plaça de la Vila, els banys termals daten del segle xix i són els únics de titularitat pública de tot Catalunya. Les aigües emergeixen d'una galeria subterrània a una temperatura de 38 graus centígrads. Per la seva composició i classificació són aigües mesotermals, bicarbonatades, clorurades sòdiques, hipotòniques, de mineralització mitjana i de duresa molt tova, indicades per afeccions reumàtiques o artrosi; afeccions respiratòries; afeccions de l'aparell locomotor i seqüeles de traumatismes osteoarticulars, calculosis úriques i oxàliques, i inflamacions cròniques en vies urinàries.[8]

## Festes
- Les festes i tradicions de Caldes d'Estrac basen el seu protagonisme en la gent del municipi i estan força arrelades a la vida de la vila, ja que són les entitats locals i l'Ajuntament els encarregats de programar els actes festius. Les tradicions caldenques són ben presents entre els ciutadans del municipi, molts dels quals formen part d'associacions i entitats diverses, que creixen dia a dia, algunes d'elles dedicades a preservar la història local. Al llarg de l'any, la Regidoria de Cultura programa tot un seguit d'actes, exposicions, conferències, xerrades..., i organitza i col·labora en actes ja tradicionals com la celebració de Sant Jordi, l'Onze de Setembre, les festes de Nadal, la Mostra Literària del Maresme, etc.
- Les figures de la cultura popular caldenca són els gegants: Fàtima, Busquets i el Nano, i els capgrossos, juntament amb la figura de foc, el drac Astharoth. La Colla Gegantera i els Diables d'Estrac fan possible que aquestes expressions culturals estiguin ben arrelades a les festes del municipi.
- L'adopció de la figura de Fàtima i Busquets com a gegants de Caldes respon a una llegenda que forma part de la història del municipi i que guarda relació amb les torres de guaita i els poders de les aigües termals caldenques. Fa molt temps, els habitants de la població van començar a veure formes fantasmagòriques que passejaven pels voltants de la Torre dels Encantats. Tanmateix, aquestes aparicions no eren fantasmes, sinó que es tractava dels membres de l'escolta de la princesa sarraïna Fàtima, que havia acudit a Caldes per curar-se d'una terrible malaltia. Fàtima baixava amb un seguici a prendre les aigües, vestint tots ells robes blanques que els hauria atorgat aquest aspecte misteriós i fantasmagòric. Segons la llegenda, Fàtima coneixia les qualitats de les aigües de Caldes per la seva esclava Elionor, capturada per una expedició de corsaris que van saquejar la població. La seva bellesa va impedir que fos maltractada pels pirates i va ser atorgada com esclava a la princesa Fàtima, que patia de lepra. Els metges no trobaven remei a la seva malaltia i Elionor, que s'havia guanyat la confiança de la princesa, li va recomanar els banys termals de la seva població. Així va ser com Fàtima va viatjar fins a Caldes acompanyada d'Elionor i es van allotjar a la torre que quedava als afores de la població. El tractament va resultar tot un èxit i la princesa no tan sols va curar la seva malaltia, sinó que també va esdevenir una persona molt més afable, generosa i benèvola. Com a mostra d'agraïment de la princesa Fàtima a Caldes, va conèixer un distingit ciutadà, en Busquets, de qui es va enamorar i amb qui es va acabar casant. Busquets està vinculat a l'altra torre de vigilància, la Torre Busquets. El gegantó Nano, va ser triat per la colla de Geganters i Grallers de Caldes d'Estrac per retre un petit homenatge als pescadors del poble de totes les èpoques, escollint aquest nom per ser d'un dels pescadors més representatius de Caldes, en Nano. Des de la seva fundació l'any 1996, els Diables d'Estrac han estat els encarregats del magnífic correfoc que any rere any atrauen més visitants, pel renom que aquesta ha adquirit en les festes de Caldetes. El drac Astharoth i la colla de tabalers amenitzen aquest esplèndid espectacle de foc i diversió als carrers de Caldes, que fa posar en moviment el públic, sigui per la pirotècnia o pel so dels tabals.[9]
- Festa local: 8 de setembre.
- Festa petita: 13 de desembre.

## Demografia
| 1497 f | 1515 f | 1553 f | 1717 | 1787 | 1857 | 1877 | 1887 | 1900 | 1910 |
| ------ | ------ | ------ | ---- | ---- | ---- | ---- | ---- | ---- | ---- |
| 7      | -      | 16     | 204  | 378  | 631  | 724  | 735  | 678  | 783  |

| 1920 | 1930 | 1940 | 1950 | 1960  | 1970  | 1981  | 1990  | 1992  | 1994  |
| ---- | ---- | ---- | ---- | ----- | ----- | ----- | ----- | ----- | ----- |
| 828  | 928  | 806  | 854  | 1.038 | 1.053 | 1.162 | 1.457 | 1.475 | 1.475 |

| 1996  | 1998  | 2000  | 2002  | 2004  | 2006  | 2008  | 2010  | 2012  | 2014  |
| ----- | ----- | ----- | ----- | ----- | ----- | ----- | ----- | ----- | ----- |
| 1.751 | 1.808 | 1.973 | 2.137 | 2.448 | 2.607 | 2.735 | 2.783 | 2.773 | 2.738 |

| 2016  | 2018  | 2020  | 2022  | 2024  | 2026 | 2028 | 2030 | 2032 | 2034 |
| ----- | ----- | ----- | ----- | ----- | ---- | ---- | ---- | ---- | ---- |
| 2.766 | 2.859 | 3.021 | 3.148 | 3.259 | -    | -    | -    | -    | -    |